# Ꟁ
Cette page contient des caractères spéciaux ou non latins. S’ils s’affichent mal (▯, ?, etc.), consultez la page d’aide Unicode.
L’o vieux polonais, Ꟁ en majuscule et ꟁ en minuscule, est une lettre additionnelle de l’alphabet latin utilisée du XIIe au XVIe siècle en vieux polonais. Il s’agit d’un O avec une ou deux barres verticales ou obliques attachées au-dessus et sous la lettre, parfois tranversant le centre de la lettre. Il n’est pas à confondre avec le O barré diagonalement ou le O barre souscrite.

## Utilisation

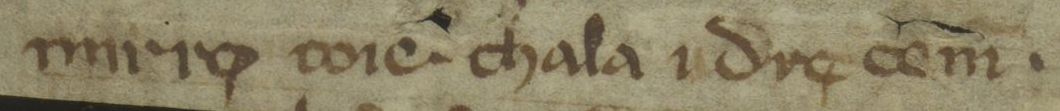
Ligne des Sermons de Sainte-Croix (XIVe siècle) ‹ mirrꟁ toie · chala udrꟁcenim · ›.

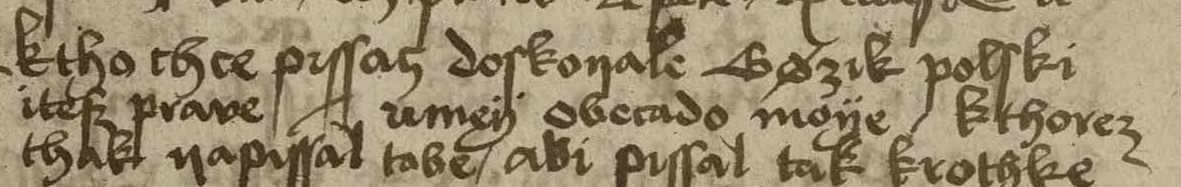
Fragment du traité de Jakub Parkoszowic (XVe siècle) avec le o vieux polonais dans ‹ Gꟁzik › (orthographe moderne : Język).

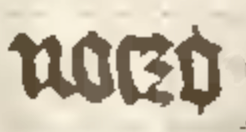
‹ noczꟁ › dans la (XVe siècle).

‹ ꟁ › a été utilisé en vieux polonais pour représenter une voyelle nasale [ã].

## Représentations informatiques
L’o vieux polonais peut être représenté avec les caractères Unicode (latin étendu D) suivants :
| formes    | représentations | chaînes de caractères | points de code | descriptions                             |
| --------- | --------------- | --------------------- | -------------- | ---------------------------------------- |
| capitale  | Ꟁ               | Ꟁ                     | U+A7C0         | letter majuscule latine o vieux polonais |
| minuscule | ꟁ               | ꟁ                     | U+A7C1         | lettre minuscule latine o vieux polonais |